# 马来西亚汽车工业
马来西亚汽车工业（英語：Automotive industry in Malaysia）由27家整车生产商和640多家零部件制造商组成。马来西亚汽车工业为东南亚第三大、世界世界第23大，年产量超过50万辆汽车。汽车业占马来西亚国内生产总值的4%，约400亿令吉，并在全国范围内雇佣了70多万名劳工。
马来西亚汽车工业的起源可追溯到英国殖民时代。1926年，福特马来亚公司在新加坡成立，成为东南亚第一家汽车组装厂。独立后的马来西亚于1967年建立了汽车工业，以推动国家工业化。政府提出了鼓励在当地组装汽车和制造汽车零部件的倡议。1983年，时任首相马哈迪·莫哈末成立了国家汽车公司“宝腾”（Proton），并于1993年成立了第二国产车“Perodua”，从而直接参与了汽车行业。自2000年代以来，政府一直寻求通过自由贸易协定、私有化和统一联合国法规来实现国内汽车业的自由化。
马来西亚汽车工业是东南亚唯一的本土汽车公司先驱，即宝腾（Proton）和第二国产车（Perodua）。2002年，宝腾帮助马来西亚成为世界上第11个有能力从头开始全面设计和制造汽车的国家。马来西亚汽车业还拥有多家国内外合资公司，这些公司利用进口的整车（CKD）套件组装各种汽车。
马来西亚的汽车工业主要服务于国内需求，每年仅出口数千辆整车。尽管如此，零部件出口也为马来西亚国内生产总值贡献了2%，2019年为国内生产总值贡献了262亿令吉。